# Вишневий пиріг
Вишневий пиріг — пиріг із вишневою начинкою. Традиційний десерт для країн Європи та Північної Америки. Готується із дріжджового, пісочного або листкового тіста. Характерний для російської та української кухні, де він зазвичай готувався на сметані.
Вишня використовується ціла, найчастіше свіжа, рідше консервована. Вишневі пироги закриті, начинка, як правило, перебуває всередині або прикрита тестом, і цим вони відрізняються від іншої випічки з вишнею, наприклад, клафуті або тарта.
У Північній Америці через збирання врожаю вишні в середині літа, що збігається з Днем Канади 1 липня, та Днем незалежності Америки 4 липня, на ці свята часто подають вишневий пиріг. Він також пов'язаний із святкуванням Дня народження Вашингтона через легенду про чесність молодого Вашингтона щодо вирубування вишневого дерева.
Вишневий пиріг часто їдять із збитими вершками чи морозивом. Найпоширенішою традицією приготування у Сполучених Штатах є прикрашання декоративними візерунками із тіста.

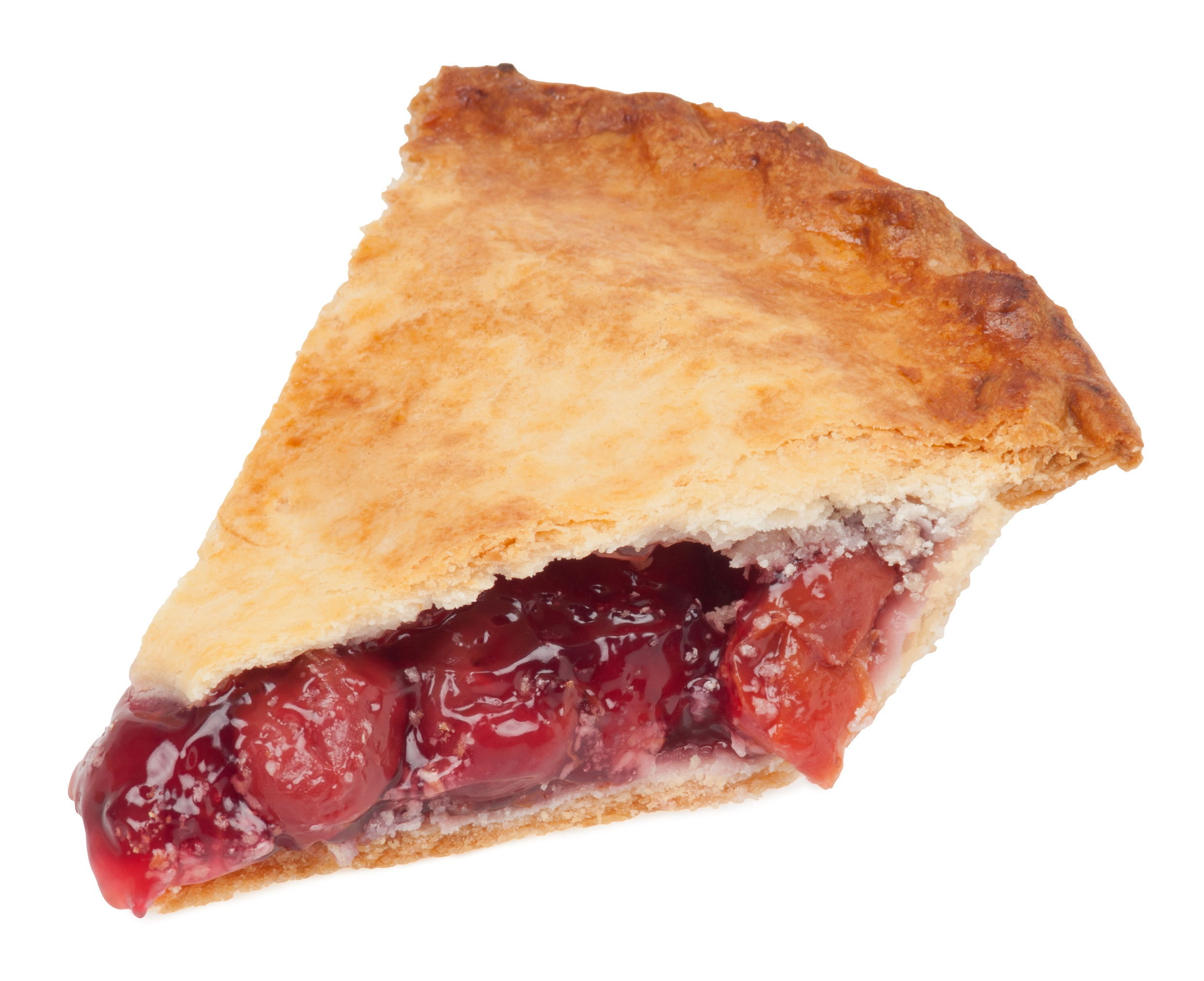
Шматок вишневого пирога

У Сполучених Штатах Розділ 21 Зведення федеральних правил вимагає, щоб заморожені вишневі пироги містили щонайменше 25 % вишні, у тому числі трохи більше 15 % мали дефекти. Штучні підсолоджувачі не допускаються.